# 圣西尔拉朗德
圣西尔拉朗德（法語：Saint-Cyr-la-Lande，法語發音：[sɛ̃ siʁ la lɑ̃d]）是法国德塞夫勒省的一个市镇，属于布雷叙尔区。

## 地理
圣西尔拉朗德（47°3'6"N, 0°8'38"W）面积8.83 平方千米，位于法国新阿基坦大区德塞夫勒省，该省份为法国西部内陆省份，北起曼恩-卢瓦尔省，西接旺代省，南至夏朗德省和滨海夏朗德省，东临维埃纳省。
与圣西尔拉朗德接壤的市镇（或旧市镇、城区）包括：昂图瓦涅、卢济、圣莱热德蒙布兰、圣马丹德马孔、图尔特奈。

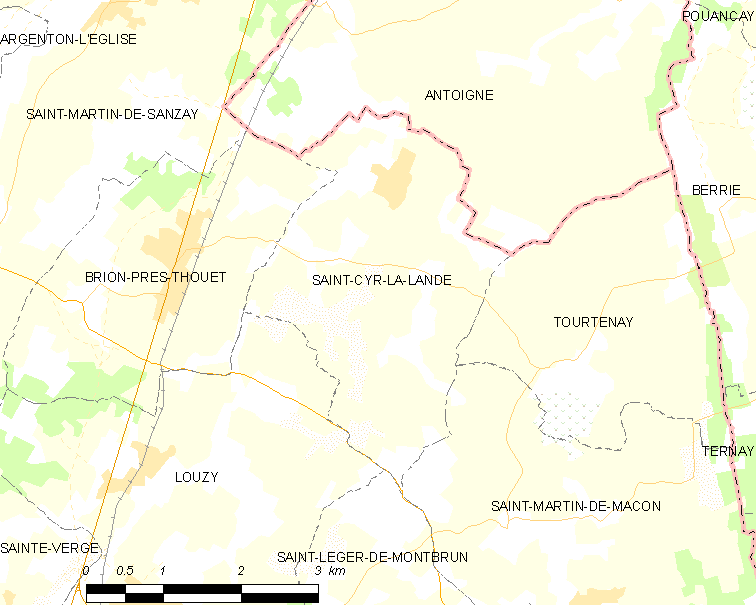
圣西尔拉朗德的OSM定位图

圣西尔拉朗德的时区为UTC+01:00、UTC+02:00（夏令时）。

## 行政
圣西尔拉朗德的邮政编码为79100，INSEE市镇编码为79244。

## 政治
圣西尔拉朗德所属的省级选区为图埃河谷县。

## 人口

1962-2008年间圣西尔拉朗德人口变化图示

圣西尔拉朗德于2022年1月1日时的人口数量为373人。